# Svarvtjärnen, Västmanland
Svarvtjärnen är en sjö i Fagersta kommun i Västmanland och ingår i Norrströms huvudavrinningsområde.